# گاس لوی
گاس لوی، (به انگلیسی: Gus Levy) (زاده ۱۹۱۰ - درگذشته ۱۹۷۶) بانکدار و کارآفرین آمریکایی بود، که در سال ۱۹۶۹ پس از سیدنی واینبرگ به‌عنوان رییس هیئت مدیره و شریک ارشد شرکت گلدمن ساکس انتخاب شد و تا زمان درگذشتش در ۱۹۷۶ در این مناصب فعالیت می‌نمود.